# Фудай (Івате)

40°0′19″ пн. ш. 141°53′10″ сх. д. / 40.00528° пн. ш. 141.88611° сх. д.
Фуда́й (яп. 普代村, ふだいむら, МФА: [ɸudai̯ muɾa]) — село в Японії, в повіті Сімо-Хей префектури Івате. Станом на 1 жовтня 2007 площа містечка становила 69,69 км². Станом на 1 вересня 2008 населення містечка становило 3181 осіб.